# Eugène Wolters
Jacques Eugène Hubert (Eugène) Wolters (Venlo, 23 oktober 1844 – Antwerpen, 25 juni 1905) was een Nederlands kunstschilder, vooral bekend voor zijn marines en landschappen. Hij werd in 1894 genaturaliseerd tot Belg.

## Levensloop
Wolters was een zoon van de koopman Jan Gerard Hubert Wolters en Maria Gertrudis Custers. Reeds op jeugdige leeftijd kon hij goed tekenen. Hij volgde lessen aan de handelsschool in Venlo. Hij studeerde vanaf 1864 aan de Antwerpse Academie bij Polydore Beaufaux (cursus "tekenen naar het leven"), Jozef Van Lerius (cursus: "basisvorming van het schilderen") en bij de landschapschilder Jacob Jacobs. Daarna vervolmaakte hij zich gedurende drie jaar bij de Antwerpse landschapschilder Frans Lamorinière.
In de periode 1869-1870 werkte hij in Moyland, nabij Kleef (Duitsland). In 1870 nam hij deel aan twee tentoonstellingen (Den Haag; Sydenham, Engeland, alwaar hij een bronzen medaille won). Hij won grote bekendheid met zijn marines op vele tentoonstellingen. In 1881 stelde hij tentoon op het Salon van Brussel met de doeken "De Schelde te Rupelmonde bij laag tij", "Vissers snellen een brandend schip te hulp" en "Franse kusten". Hij schilderde ook portretten en enkele historische taferelen.
Wolters stierf in 1905 na het eten van giftige mosselen.

## Musea
- Zeeuws maritiem muZEEum, Vlissingen: "Vissersschepen op de rede van Vlissingen"